# フレッド・セイバーヘーゲン
フレッド・トーマス・セイバーヘーゲン（Frederick Thomas Saberhagen、1930年5月18日 - 2007年6月29日）は、アメリカ合衆国のSF作家、ファンタジー作家。代表作は人類と自律機械の戦いを描いた「バーサーカー」シリーズ。
ドラキュラ伯爵などの吸血鬼を主人公とした吸血鬼ものの小説のシリーズも書いており、核戦争後の神話的魔法世界を描いた《東の帝国》シリーズや日本語訳のないファンタジー小説のシリーズなどもある。2007年6月29日、癌のためアルバカーキで77歳で死去した。

## 生涯
シカゴで生まれ育った。朝鮮戦争中はアメリカ空軍に勤務。1958年から1962年までモトローラでエレクトロニクス技師として働いた。
30歳のころ真剣に小説を書き始めた。デビュー作は1961年に『ギャラクシー』誌に掲載された "Volume PAA-PYX" である。《バーサーカー》シリーズの最初の短編「宇宙要塞」（後に「無思考ゲーム」に改題）は1963年に発表された。翌年、処女長編 The Golden People を出版。
なお、チェスの達人でもあり、作中の戦闘もまた頭脳戦の要素が強い。
1967年から1973年まで、『ブリタニカ百科事典』の編集者としてSF関連の項目を執筆した。その後、専業作家となる。1975年、ニューメキシコ州アルバカーキに移住。
1968年、作家仲間の Joan Spicci と結婚。2人の息子と1人の娘をもうけた。2007年7月29日、アルバカーキにて前立腺癌により死去。

## 日本語訳作品リスト
- 「バーサーカー」シリーズ
  - バーサーカー 皆殺し軍団（Brother Berserker)（長編）
  - バーサーカー 赤方偏移の仮面（Berserker)（短編集）
  - バーサーカー 星のオルフェ（The Ultimate Enemy)（短編集）

- 「東の帝国」シリーズ
  - 西の反逆者（The Broken Lands)
  - 黒の山脈（The Black Mountains)
  - アードネーの世界（Changeling Earth)

- コイルズ（Coils）
ロジャー・ゼラズニイとの共作。

- ブラム・ストーカーズ ドラキュラ（Bram Stoker's Dracula）
ジェームズ・V・ハートとの共作。1992年公開の映画『ドラキュラ』のノベライズ。